# 石梓
石梓（学名：Gmelina chinensis）为马鞭草科石梓属下的一个种。

## 扩展阅读
- 維基物種上的相關：石梓